# جيمس باتلر
جيمس باتلر (بالإنجليزية: James Butler, 2nd Duke of Ormonde) (و. 1665 – 1745 م) هو سياسي أيرلندي، ولد في دبلن، ويحمل رتبة عسكرية فريق أول، توفي في أفينيون، عن عمر يناهز 80 عاماً.

## مناصب
تولى منصب اللورد ملازم أول من أيرلندا ‏ (19 فبراير 1703–30 أبريل 1707)
- عضو مجلس الملكة الخاص بأيرلندا.

## الخدمة العسكرية
خدم في الجيش البريطاني.

## روابط خارجية
- جيمس باتلر على موقع الموسوعة البريطانية (الإنجليزية)